# Bahrain Women Football League 2019
Die Bahrain Women Football League 2019 war die viertzehnte Spielzeit der bahrainischen Fußballliga der Frauen. Titelverteidiger waren die Muharraq Tekkers. Die Saison begann am 4. Februar und endete am 8. April 2019.

## Teilnehmer
Folgende Mannschaften nahmen an der BWFL 2019 teil:
- Riffa
- Muharraq Tekkers
- Bahrain Sparks
- Ravens

sowie eine Gastmannschaft aus Saudi-Arabien:
- Eastern Flames

## Reguläre Saison
| Pl. | Verein               | Sp. | S | U | N | Tore    | Diff. | Punkte |
| --- | -------------------- | --- | - | - | - | ------- | ----- | ------ |
| 1.  | Riffa                | 8   | 8 | 0 | 0 | 066:300 | +63   | 24     |
| 2.  | Muharraq Tekkers (M) | 8   | 5 | 1 | 2 | 039:130 | +26   | 16     |
| 3.  | Bahrain Sparks       | 8   | 3 | 2 | 3 | 024:290 | −5    | 11     |
| 4.  | Ravens               | 8   | 2 | 1 | 5 | 012:260 | −14   | 07     |
| 5.  | Eastern Flames       | 8   | 0 | 0 | 8 | 005:750 | −70   | 0      |

| Zum 8. Spieltag:                               |                                       |
| Meister der Bahrain Women Football League 2019 |                                       |
| (M)                                            | Amtierender Meister: Muharraq Tekkers |